# Анита Пърл
Анита Пърл (на английски: Anita Pearl) е унгарска порнографска актриса, родена на 27 декември 1987 година в град Будапеща, Унгария. Дебютира в порнографската индустрия през 2008 година, когато все още няма навършени 21 години.

## Награди и номинации
- 2009: Номинация за Hot d'Or награда за най-добра европейска звезда.[1][2]
- 2010: AVN награда – Best All-Girl Couples Sex Scene – Intimate Contact 2
- 2010: AVN награда – Best All-Girl Three-Way Sex Scene – Cindy Hope Is Fresh on Cock
- 2010: AVN награда – Best Sex Scene in a Foreign-Shot Production – Anita Pearl Is Fresh on Cock
- 2010: Номинация за AVN награда за жена чуждестранен изпълнител на годината.[3]
- 2011: Номинация за AVN награда за най-добра соло секс сцена – за изпълнение на сцена във филма „Тийнейджърски модели 2“.[4]

## Филмография
- 2011 – On My Own: Brunette Edition
- 2010 – Sex Tapes with Sandy & Anita Pearl
- 2009 – I Kissed a Girl and I Licked It
- 2009 – My Evil Sluts 4
- 2009 – Private Lesbian 10: Taste My Lips
- 2008 – Anita Pearl Is Fresh on Cock
- 2008 – Cindy Hope Is Fresh on Cock
- 2008 – Deepest Love
- 2008 – Give Me Pink 5
- 2008 – Sisters of Sappho
- 2008 – The GM Affair
- 2008 – Whores D'Oeuvre